# Octophialucium krampi
Octophialucium krampi är en nässeldjursart som beskrevs av Bouillon 1984. Octophialucium krampi ingår i släktet Octophialucium och familjen Malagazziidae. Inga underarter finns listade i Catalogue of Life.